# 日本語力検定協会
一般社団法人 日本語力検定協会（にほんごりょくけんていきょうかい）は、文字検（実用日本語文字力検定）を実施する社団法人である。

## 概要
- 主な事業 - 実用日本語文字力検定（文字検）の実施、試験実施会場の拡大、検定対策教材（moji蔵システム）の提供
- 代表者代表理事等
  - 代表理事 [2]田中正徳　株式会社ショウインホールディングス 代表取締役
  - 専務理事 竹田信吾
  - 理事 菅原光子、三上靖史、前田一暁
  - 監事 田代浩一
- 本部所在地
〒810-0041福岡県福岡市中央区大名2丁目6-50 福岡大名ガーデンシティ9F
- 東京事務局
〒102-0083 東京都千代田区麹町4-5 麹町アネックス701

## 実施事業等
- 実用日本語文字力検定（文字検）の実施
現在は1級から6級まであり、受験資格に制限は無い。尚、難易度に関しては文字検の項目を参考。
- 漢字・日本語に関する調査研究・普及活動
- 漢字・日本語に関する啓発・広報活動

## 沿革
- 2009年 - 一般財団法人 日本漢字習熟度検定機構が発足。
- 2012年
  - 8月 - 一般財団法人 日本漢字習熟度検定機構から漢字の検定事業を引き継ぎ、一般社団法人 日本漢字習熟度検定協会が発足。田中正徳が理事長に就任。
  - 1級から10級までの全11個級について、漢字の検定（ペーパー試験）として漢字習熟度検定（略称「漢熟検」）を実施。
- 2020年
  - 10月 - CBT（コンピュータ判定テスト）による検定試験システムの開発着手。
  - 12月 - 一般社団法人 日本語力検定協会に社名を変更。
- 2021年
  - 3月 - 実用日本語文字力検定（文字検）の検定対策教材「moji蔵システム」の提供開始。
  - 8月 - 第1回 実用日本語文字力検定（文字検）を実施。